# Église Notre-Dame-de-Confort de Lyon
Ne pas confondre avec l'Église Notre-Dame-de-Confort de Meilars située dans la commune de Confort-Meilars (Finistère) ou avec la Chapelle Notre-Dame-de-Comfort située dans la commune de Berhet (Côtes-d'Armor).
L'église Notre-Dame-de-Confort, dite également église des Jacobins, est une ancienne église de Lyon, en France. Construite en 1240-1243 et détruite en 1816, elle était située sur le côté méridional de l'actuelle place des Jacobins. L'ordre des prêcheurs dominicains s'installe à Lyon en 1218 sur les pentes de Fourvière et il faut attendre 1235 pour leur installation en Presquîle avec le don des terres de leur futur couvent par l'abbaye d'Ainay. La construction de l'église débute en 1240 : elle est accolée à une chapelle préexistante devenue « église basse » qui servira de vestibule à la nouvelle « grande église ». Le sanctuaire se voit adjoindre des chapelles au XVe siècle et un nouveau portail achevé en 1674.

## Histoire
L'église est utilisée le 28 juin 1316 par Philippe de France, comte de Poitiers pour y célébrer un service funèbre en l’honneur du roi défunt Louis X dit  le Hutin, décédé le 5 juin. Philippe y rassemble les cardinaux dont le conclave en cours en vue de l'élection d'un nouveau pape se tenait en ville depuis le mois de mars. L'église est aussitôt cernée par les troupes de Guigues VII de Forez et, lors de l’office, Philippe en fait murer portes et ouvertures. Le conclave parvient à l'élection de Jean XXII, le 7 août 1316.

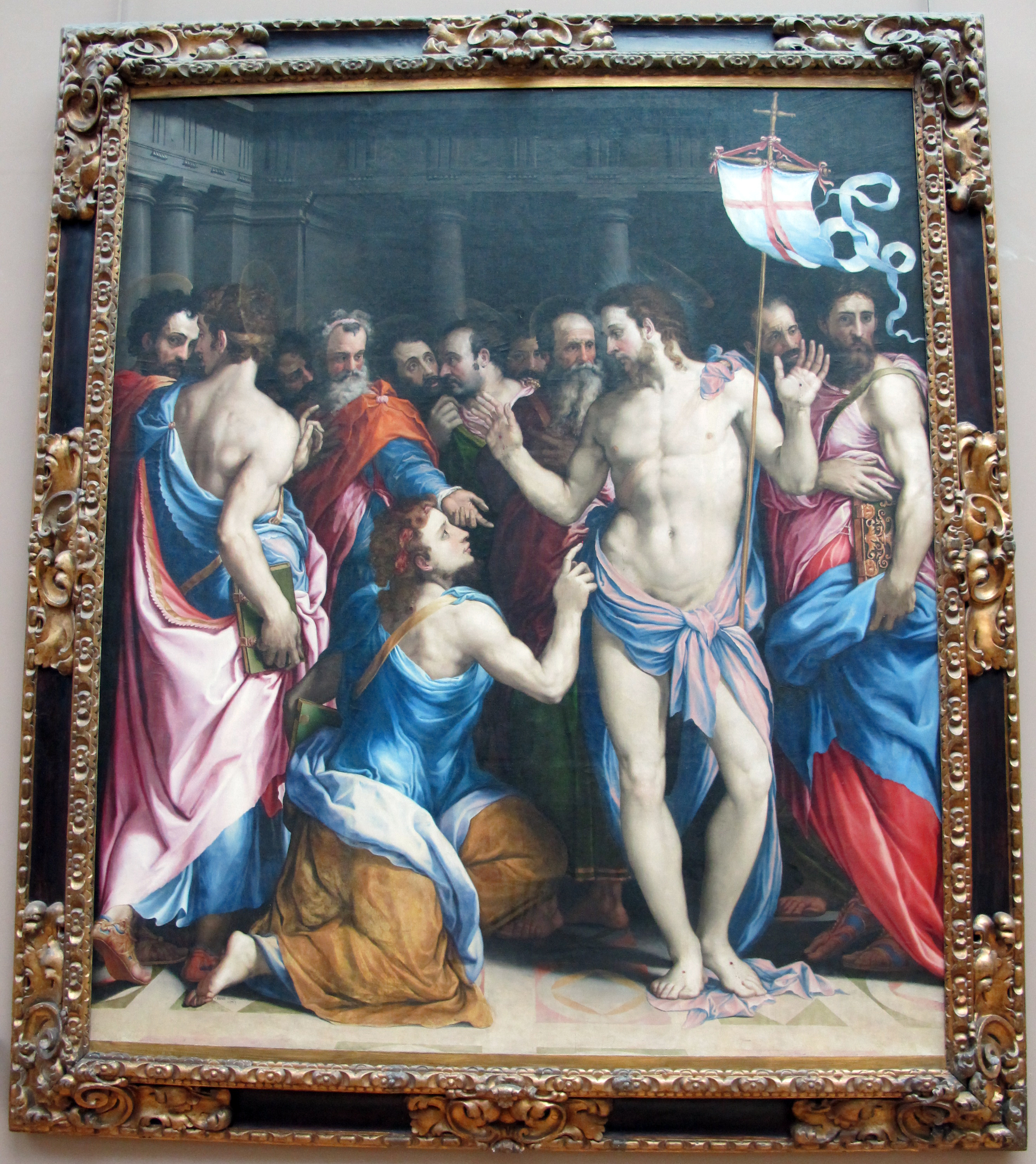
Tableau de Salviati L'incrédulité de saint Thomas, qui ornait la chapelle des Gadagne. Louvre.

À la Renaissance, Notre-Dame-de-Confort, tenue par les Dominicains, est l'église de la nation florentine de Lyon. Ils acquièrent en 1464 le privilège de pouvoir y enterrer leurs morts et ont largement financé son agrandissement et embellissement.
En 1517, Bartolomeo Panciantichi est le premier à y construire une chapelle. Il veut en orner l'autel d'un tableau de l'Assomption en 1522 commandé à Andrea del Sarto. Mais l'ouvrage a été réalisé sur un bois de mauvaise qualité, et l'artiste le laisse inachevé. Il ne sera jamais exposé à Lyon.
En 1526, Thomas Ier de Gadagne fait un don pour pouvoir y jouir d'une chapelle, et y être enterré ainsi que son épouse. Son neveu Thomas II la décore en demandant au peintre Francesco Salviati de réaliser un tableau sur le thème de l'incrédulité de saint Thomas. Le banquier Leonardo Spiza y fait édifier un mausolée, tout comme un autre compatriote, qui en commande un à Antonio Rossellino.
Le 5 février 1601, Guillaume de Gadagne et son épouse Jeanne de Sugny sont inhumés dans cette même chapelle (Jeanne est morte le 19 janvier et Guillaume le 26). À l'issue d'un cortège funèbre incluant le clergé de Saint-Jean et des trois églises collégiales, une messe est dite par Monseigneur Jean Fabre, suffragant de Vienne. À l'occasion des funérailles, l'église est tapissée d'une bande de velours noir associée à des cierges jaunes pour Guillaume ainsi que d'une bande de satin blanc accompagnée de cierges blancs pour Jeanne.

## Postérité
Une plaque rappelant son existence est apposée place des Jacobins, et plusieurs éléments de la chapelle des Gadagne ont été réemployés sur la façade du 8-10-12 de la rue Sully après sa destruction : l'arc de l'entrée est visible autour du portail et deux consoles du tombeau de Guillaume de Gadagne soutiennent un balcon.

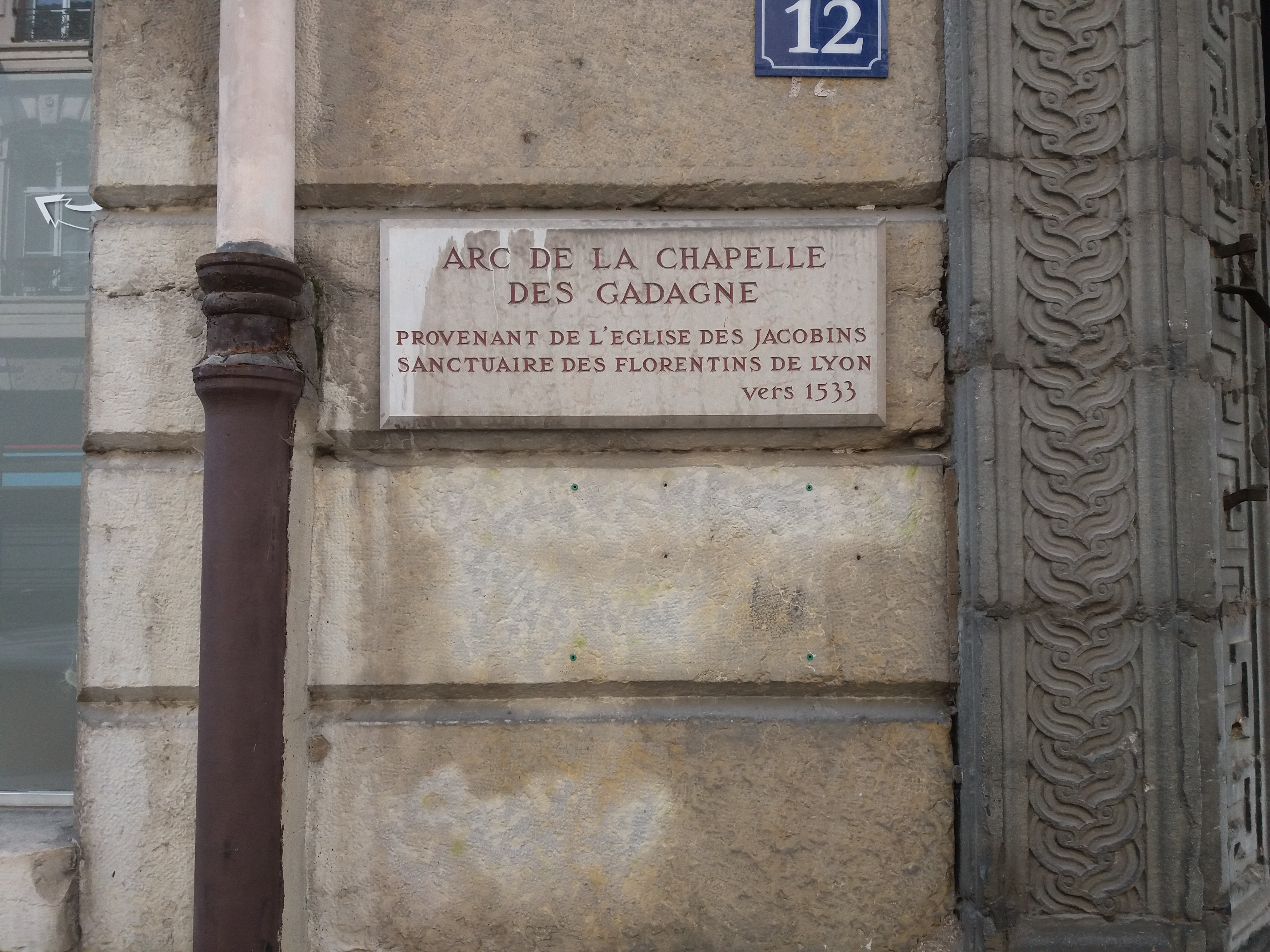
Plaque rue Sully
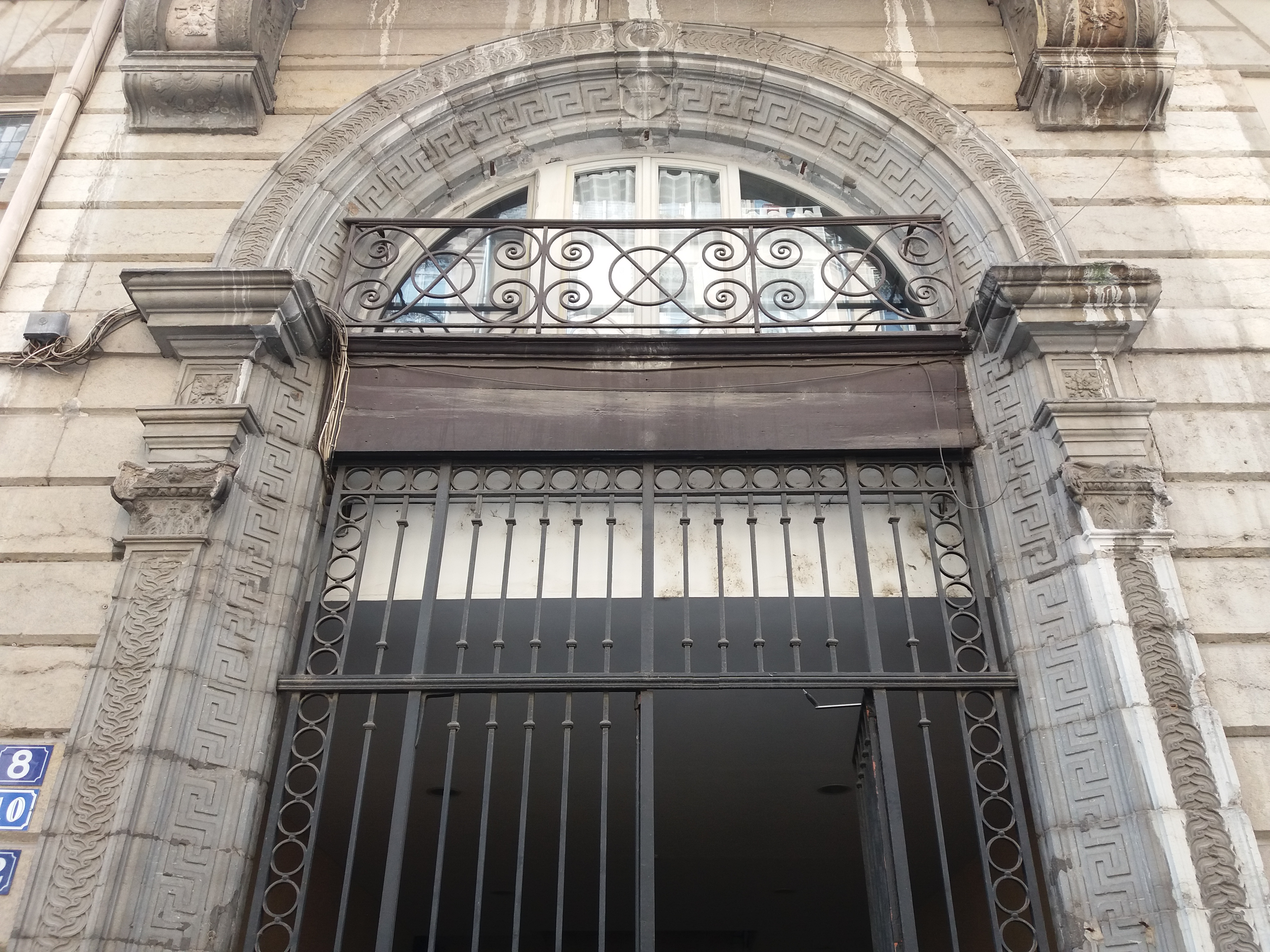
Haut de l'arc de la chapelle des Gadagne, rue Sully